# Xixuthrus drumonti
Xixuthrus drumonti es una especie de escarabajo longicornio del género Xixuthrus, categorizada en la tribu Macrotomini, de la subfamilia Prioninae. Fue descrita por Zubov & Titarenko en 2020.

## Descripción
Mide 58-83 mm de longitud.

## Distribución
Se distribuye por Indonesia.